# None (EP)
None är en EP med det svenska progressiva extrem metal-bandet Meshuggah. EP:n släpptes november 1994 av skivbolaget Nuclear Blast. Fyra av spåren återfinnas på 1998-utgåvan av albumet Contradictions Collapse.

## Låtlista
1. "Humiliative" – 5:17
2. "Sickening" – 5:47
3. "Ritual" – 6:17
4. "Gods of Rapture" – 5:11
5. "Aztec Two-Step" – 10:43

## Medverkande
Musiker (Meshuggah-medlemmar)
- Jens Kidman – sång
- Fredrik Thordendal – gitarr
- Tomas Haake – trummor
- Peter Nordin – basgitarr
- Mårten Hagström – rytmgitarr

Produktion
- Meshuggah – producent
- P.H. Rics (Pelle Henricsson), Eskil Lövström – ljudtekniker
- Tomas Haake, Fredrik Thordendal, Björn Engelmann  – mastering
- Magnus Åström – omslagskonst
- Jonas Ullberg – foto